# 称念寺 (二本松市)
称念寺（しょうねんじ）は、福島県二本松市にある時宗の寺院。

## 歴史
1185年（文治元年）、尊道によって開山された。当初は法相宗の寺院であったが、後に時宗に転宗している。1586年（天正14年）の二本松城落城の際に、陸奥国信夫郡大森（現・福島市大森）に避難したが、江戸時代初期に二本松藩藩主丹羽光重の城下町整備の際に現在地に移転した。
墓地には、畠山氏（二本松氏）の墓所がある。畠山氏歴代当主の他、粟之巣の変事で戦死した23人の家臣も祀られている。

## 文化財
- 浮彫阿弥陀三尊来迎供養塔婆（二本松市指定文化財 平成12年4月1日指定）[4]

## 交通アクセス
- 二本松駅より徒歩10分。